# Cristóbal Ortega Martínez
Cristóbal Ortega Martínez (castellà: Cristóbal Ortega)  (Ciutat de Mèxic, 25 de juliol de 1956 - 2 de gener de 2025) va ser un futbolista mexicà. Va formar part de l'equip mexicà a la Copa del Món de 1978.